# Törelsläktet
Den här artikeln handlar om växtsläktet Euphorbia, för låten med Loreen, se: Euphoria (sång).
Törelsläktet (Euphorbia) är ett släkte i familjen törelväxter, med många mycket olika former och växtsätt. Släktet finns representerat på en mycket stor del av jordens landyta. Släktet omfattar över 2000 arter, varav drygt 100 förekommer naturligt eller som förvildade i Europa. I Norden förekommer fem arter naturligt: revormstörel, rävtörel, vargtörel, småtörel och kärrtörel. Som bofasta räknas även bantörel och vårtörel.

## Taxonomi
Släktet är med över tvåtusen arter det näst störst bland blomväxterna (Angiospermae), endast Astragalus är större. Tidigare tillhörde Euphorbia tillsammans med några andra släkten som skildes ut på morfologiska karaktärer undertribus Euphorbiinae inom familjen Euphorbiaceae, men molekylärfylogenetiska metoder har visat att detta var en syntetisk konstruktion och dessa släkten förs numera till Euphorbia. Till dessa släkten hörde Chamaesyce, Cubanthus, Elaeophorbia, Monadenium, Pedilanthus, Poinsettia och Synadenium.
Släktet delas nu på molekylärfylogenetisk grund upp i fyra undersläkten vilka uppvisar nedanstående släktskap:
|  | Euphorbia                                             |
|  |                                                       |
|  | \| \| Rhizanthium \| \| \| \| \| \| Esula \| \| \| \| |
|  |                                                       |
|  | Rhizanthium                                           |
|  |                                                       |
|  | Esula                                                 |
|  |                                                       |

|  | Rhizanthium |
|  |             |
|  | Esula       |
|  |             |

|  | Euphorbia                                             |
|  |                                                       |
|  | \| \| Rhizanthium \| \| \| \| \| \| Esula \| \| \| \| |
|  |                                                       |
|  | Rhizanthium                                           |
|  |                                                       |
|  | Esula                                                 |
|  |                                                       |

|  | Rhizanthium |
|  |             |
|  | Esula       |
|  |             |

Chamaesyce (cirka 600 arter) innehåller majoriteten av arterna i Nord- och Sydamerika, men även några afrikanska arter.
Euphorbia (cirka 700 arter) har den största utseendemässiga variationen och innehåller bland annat de xerofytiska arterna från Afrika och Madagaskar, men även några arter från Sydamerika. 
Rhizanthium (cirka 200 arter) utgörs av (syd)afrikanska xerofyter. 
Esula (cirka 500 arter) innehåller främst örtartade former från de tempererade områdena på norra halvklotet, speciellt från östra Medelhavsområdet vidare in i Asien, men även några trädartade former och stamsuckulenter. Hit hör de arter som förekommer i Norden.

## Beskrivning

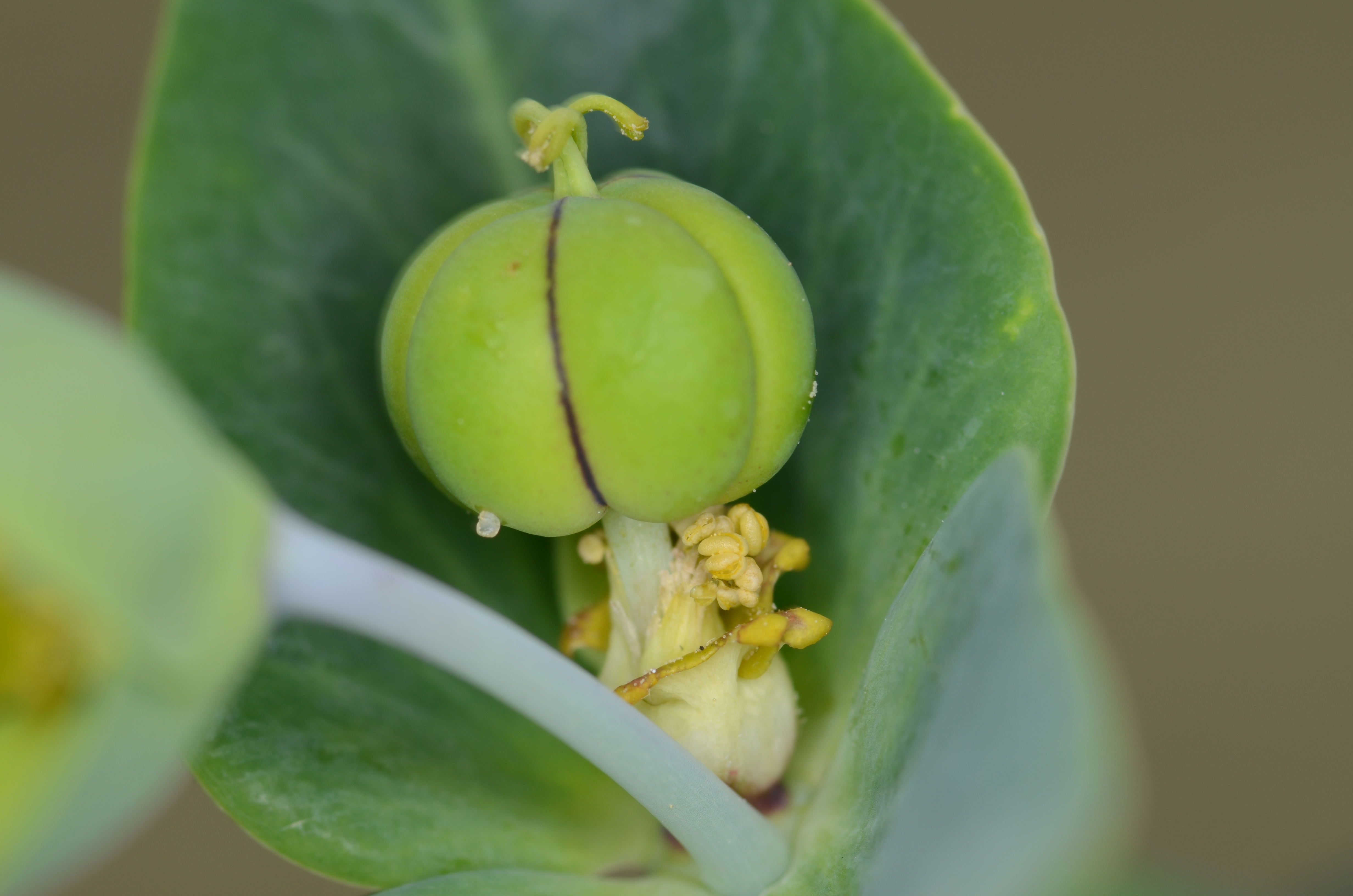
Cyatium av korstörel, E. lathyrus. Den skaftade honblomman består bara av en pistill bildad av tre karpeller och har tre stift med tvåflikiga märken (svårurskilt på bilden). Under honblomman ses hanblommorna, endast bestående av en ståndare var.

Släktets arter är såväl ett- till fleråriga örter som buskar eller träd. Många av arterna är suckulenter (dessa misstas ofta för kaktusar) eller xerofyter. Rötterna kan vara tunna, tjocka och köttiga eller knölformade. Växterna producerar en vit mjölksaft som är mer eller mindre brännande och giftig.
 
Bladen kan vara parvis motsatta, korsvis motsatta eller (spiralformigt) strödda. Bladen hos de mera suckulenta arterna är oftast små och kortlivade. Stiplerna är vanligen små eller saknas, men de kan också vara ombildade till tornar eller glandler.
Törlarnas blommor är kraftigt reducerade och saknar foder och krona. Liksom hos alla andra arter i familjen Euphorbiaceae är de enkönade. Hanblommorna består bara av en ståndare och honblommorna bara av en pistill. Honblomman är ofta tydligt skaftad. Blommorna är ordnade i en blomställning kallad cyatium som (ofta) tillsammans med två undersittande (ibland klart färgade) högblad (kallade "cyatofyll") bildar en blomliknade struktur (ett pseudantium). Cyatiet innehåller en central honblomma omgiven av fem grupper hanblommor. Allt detta är omslutet av ett på insidan vanligen hårigt skålformigt svepe (bestående av, vanligtvis fem, mer eller mindre sammanvuxna stödblad), i vars topp det sitter fyra eller fem, sällan fler eller färre, nektarproducerande glandler. Dessa glandler eller "nektarier" är ofta försedda med bihang, vilka ibland är kronbladslika. Cyatierna är i sin tur vanligen arrangerade i tvåsidiga knippen (vilka ofta i sin tur är flocklikt ordnade). Arterna är i huvudsak sambyggare, men några (inga europeiska) är tvåbyggare. Hos flera arter förekommer både tvåkönade cyatier och cyatier med bara hanblommor på samma individ (andromonoiki) - andelen cyatier med bara hanblommor hos sådana arter är högst hos de fleråriga och i de första blomningsomgångarna.
Frukten är en oftast tredelad sprickkapsel, ibland köttig men nästan alltid vedartad när den mognat. Kapseln öppnar sig ofta med en liten explosion, så att fröna sprids (som hos exempelvis den ganska vanliga krukväxten "skvätt-i-väg").

## Nordiska arter

### Bofasta ettåriga arter

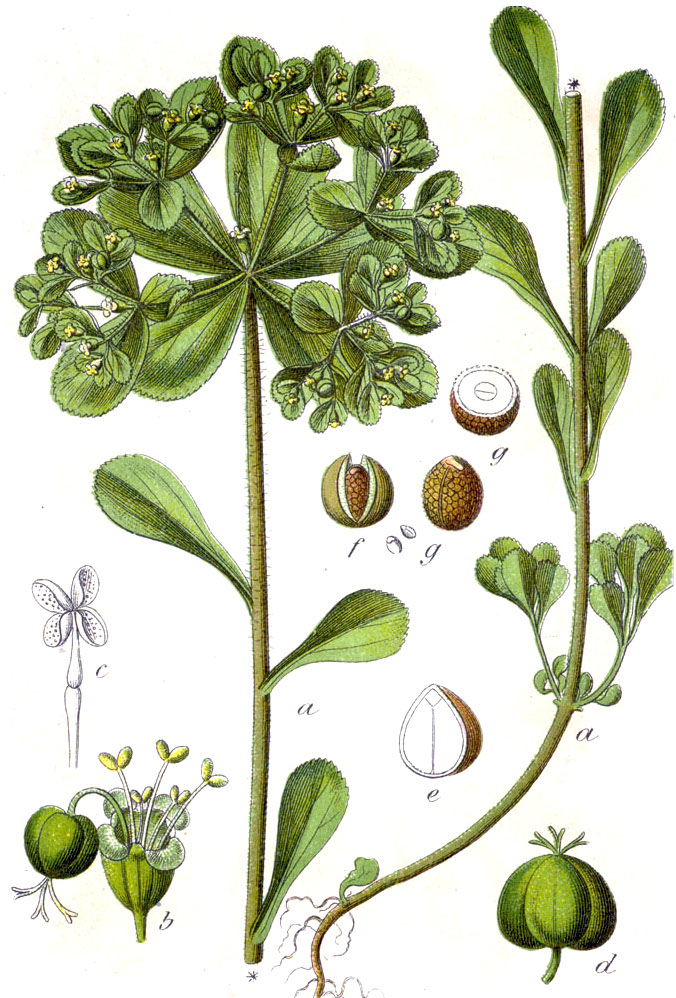
Revormstörel, E. helioscopia. Upp till 40 cm hög. Blad omvänt äggrunda med sågad kant, de nedre stjälkbladen strödda och vissnar tidigt. Högbladen gulgröna. Cyatiets glandler utan horn. Vanligt "ogräs".
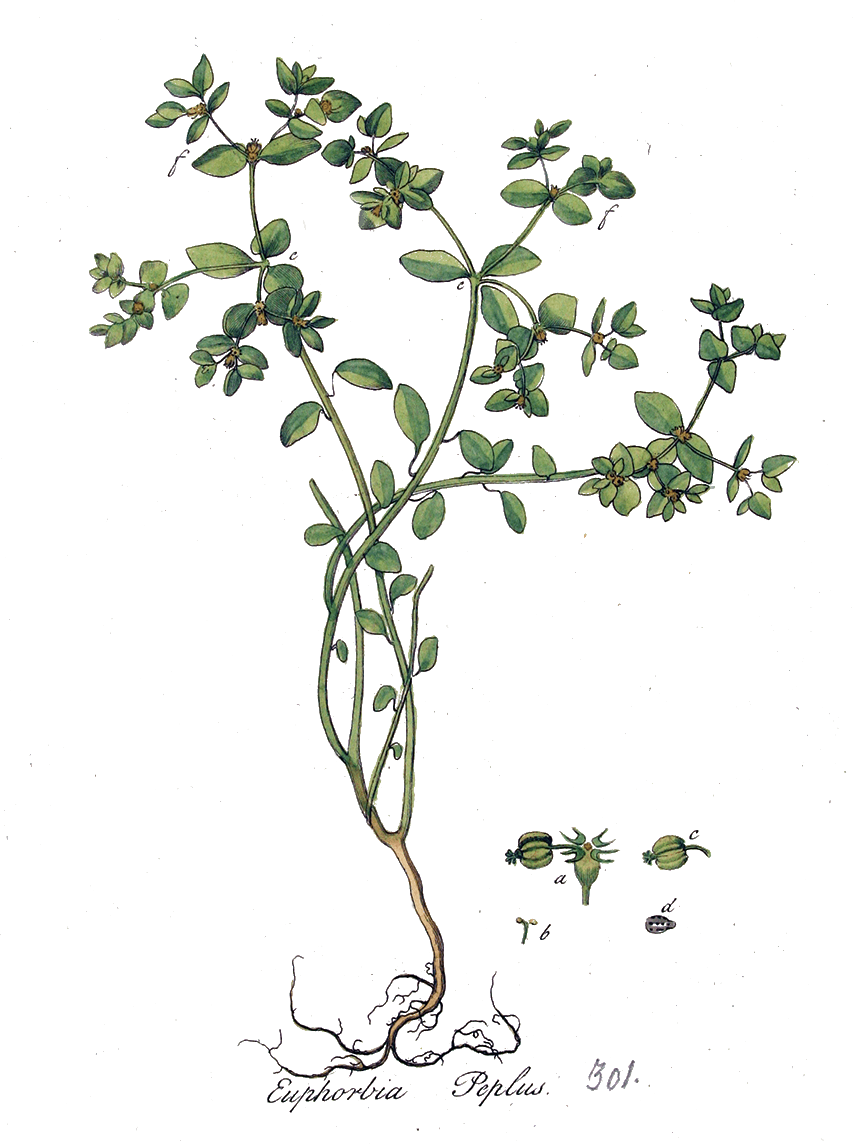
Rävtörel, E. peplus. Upp till 35 cm hög. Blad äggrunda till omvänt äggrunda, skaftade, helbräddade. Högblad gröna. Cyatiets glandler med två horn. Ganska vanligt "ogräs".
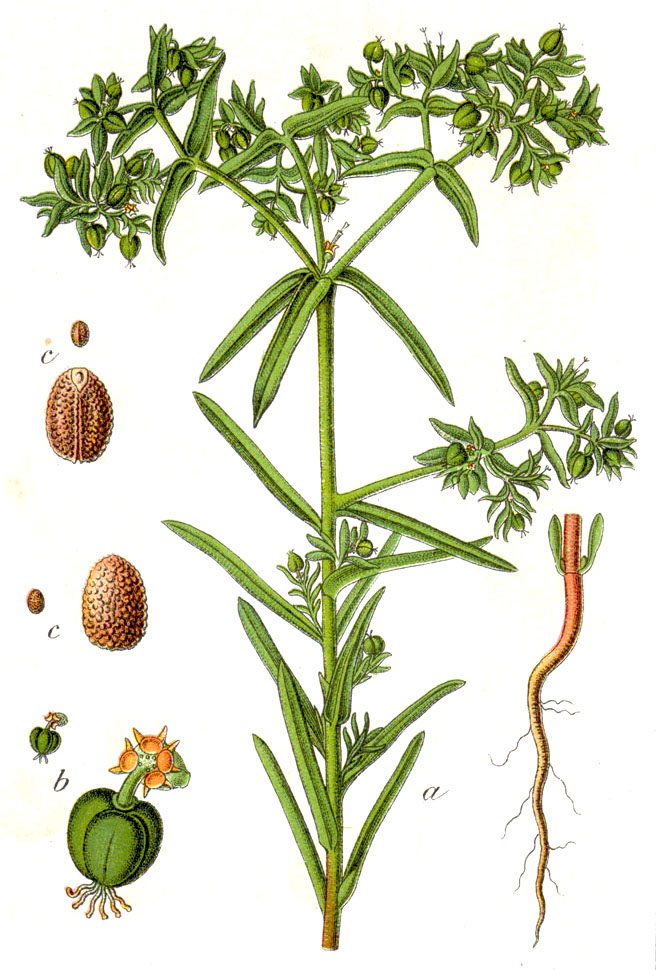
Småtörel, E. exigua. Upp till 20 cm hög. Blad jämnbrett lansettlika, oskaftade. Östra Danmark, Skåne, Öland och Gotland. Ganska sällsynt på kalkrik mark.

### Bofasta fleråriga arter
Bildar vanligen täta bestånd.

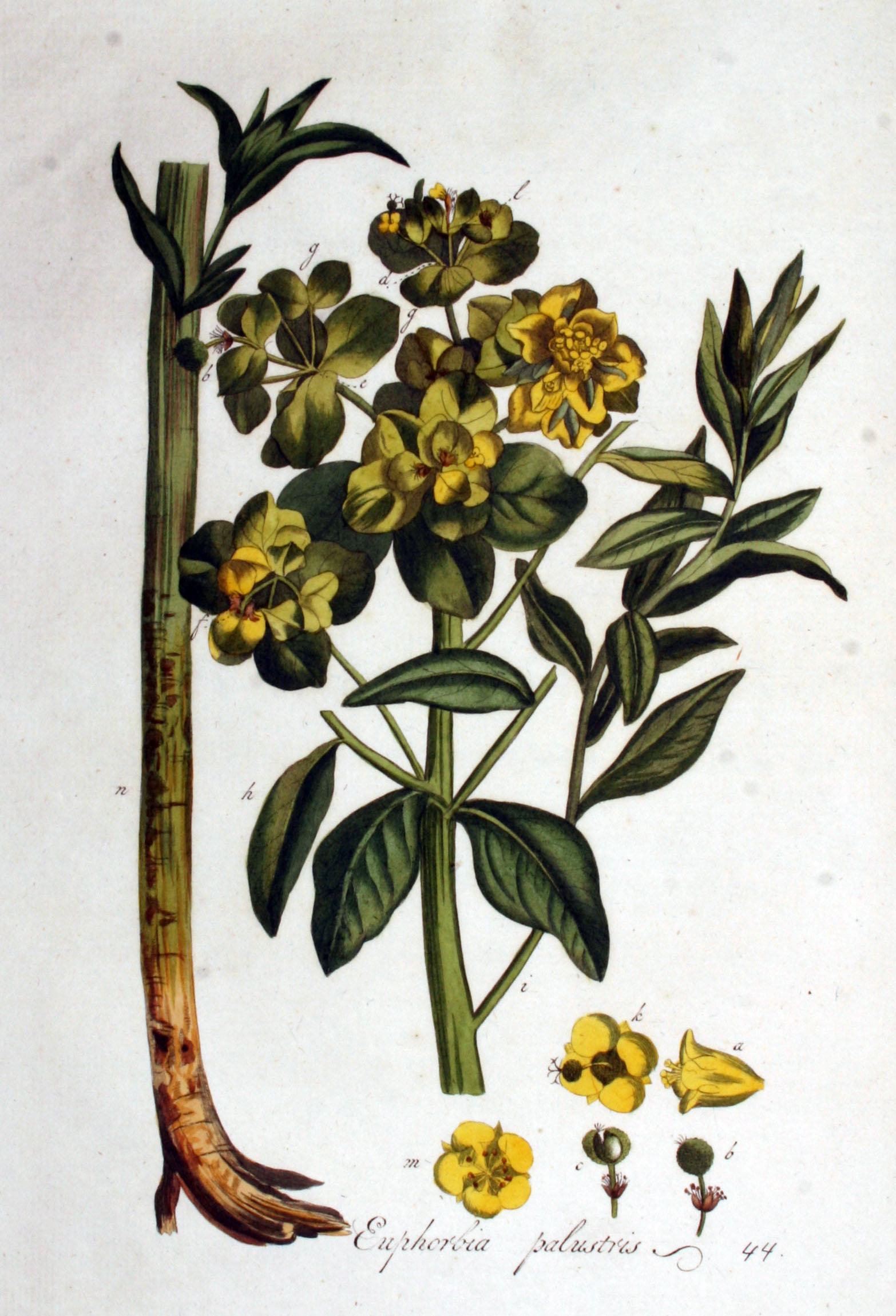
Kärrtörel, E. palustris. Högväxt och grov, upp till 1,5 m hög. Blad avlånga, över 1 cm breda. Cyatiets glandler rundade, utan horn. Sällsynt på kärrängar och havsstränder. Öland, Gotland, Bohuslän och sydligaste Norge.
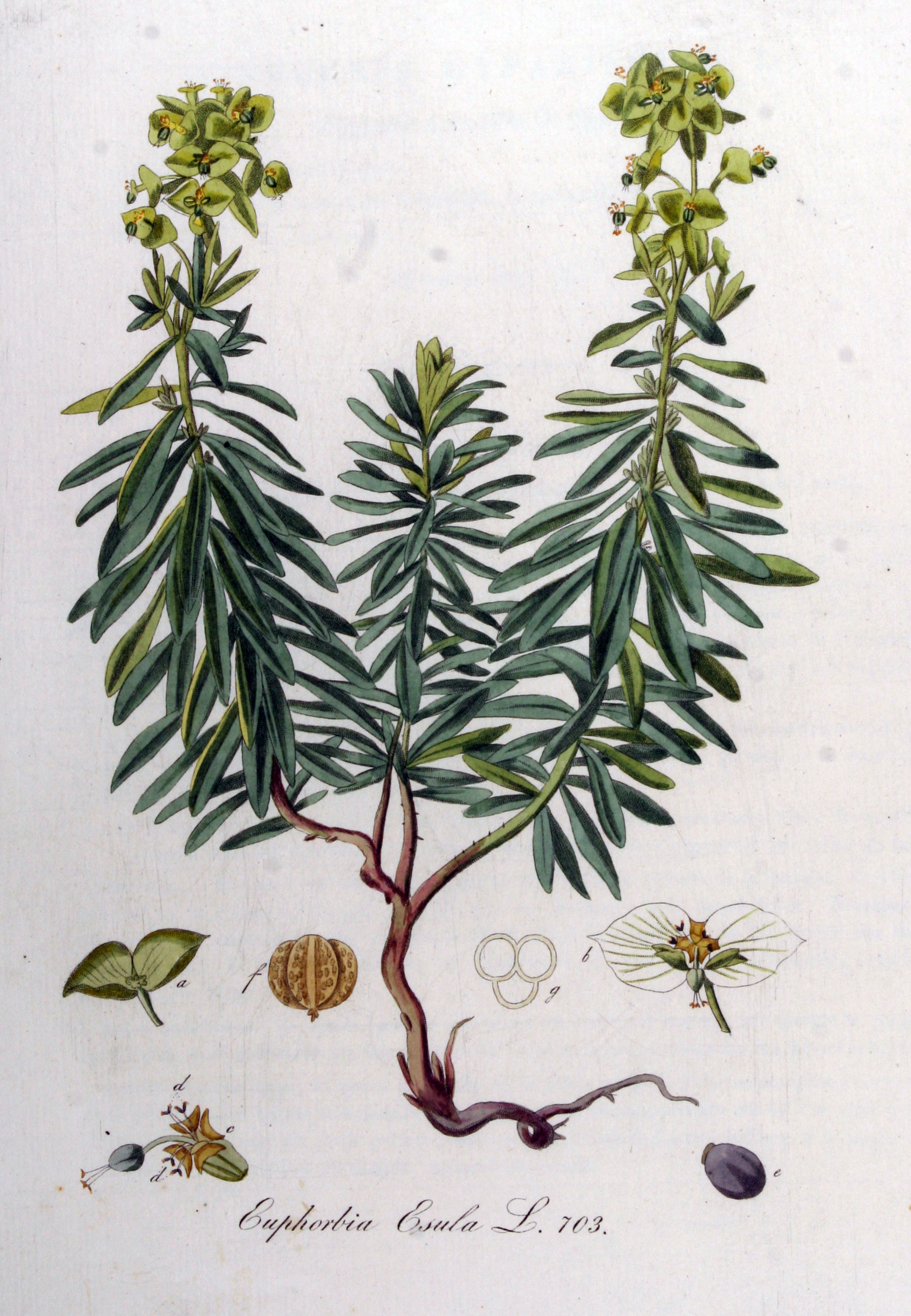
Vargtörel, E. esula. Upp till 80 cm hög. Blad upp till 1 cm breda, jämnbrett lansettlika, tättsittande. Cyatiets glandler med två horn. Ganska sällsynt, mest på olika typer av kultur- och ruderatmark som hamnar, banvallar, tomtmark etcetera.
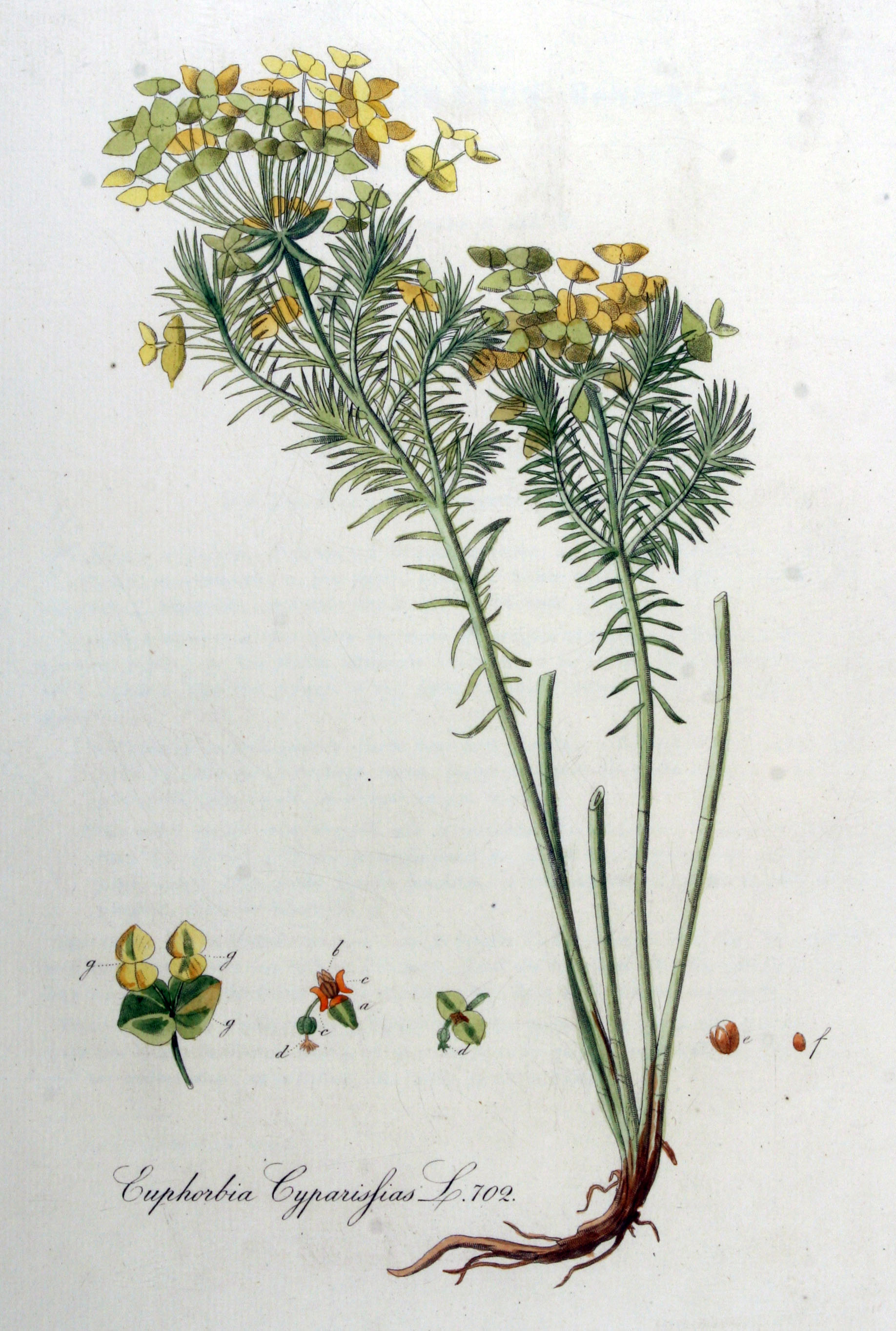
Vårtörel, E. cyparissias. Upp til 40 cm hög, buskigt grenig. Blad linjära, nästan barrlika, upp till 3 mm breda. Cyatiets glandler skärformiga. Odlad och ofta förvildad. Ganska vanlig på kulturmark (gårdar, kyrkogårdar) och ruderatmark.

Bantörel, E. agraria. Upp till 75 cm hög. Blad halvt stjälkomfattande. Cyatiets glandler med två horn. Mycket sällsynt; inkommen och förvildad på banvallar och grusmark i södra och mellersta Norrland.

### Tillfälliga arter

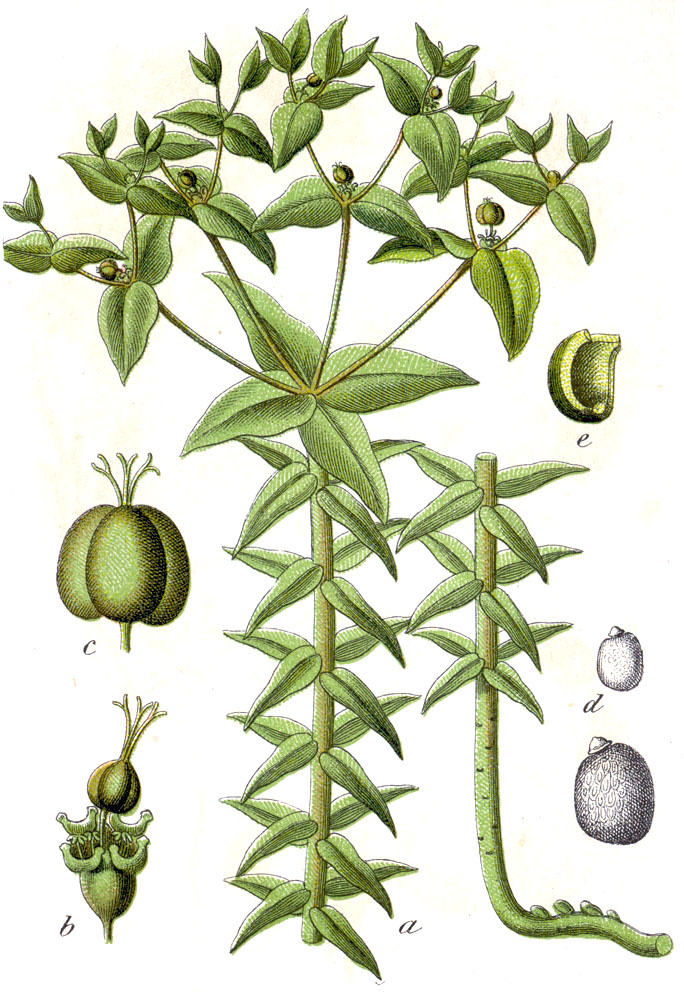
Korstörel, E. lathyris. Tvåårig. Upp  till 1,5 m hög. Stjälklad linjära, korsvis motsatta. Högblad triangulärt äggrunda. Tillfälligt adventiv eller förvildad från odling.
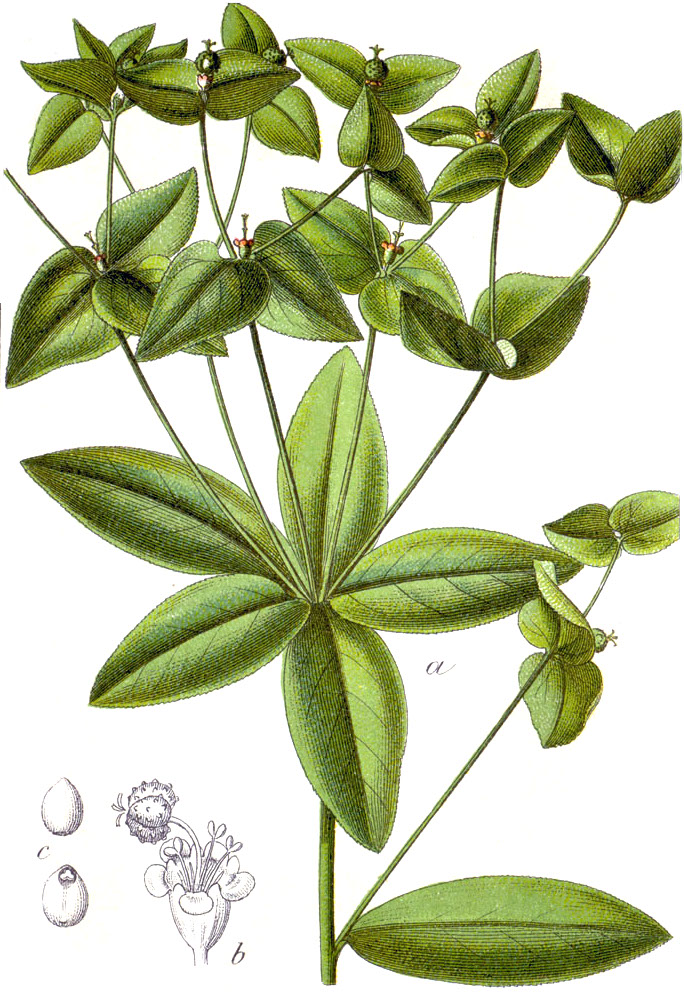
Söttörel, E. dulcis. Flerårig. Upp till 50 cm hög. Mer eller mindre hårig, stjälkarna fjälliga vid basen. Blad elliptiska till avlånga. Cyatiets glandler rundade, först gröna, senare purpurröda. Odlad, sällsynt förvildad.
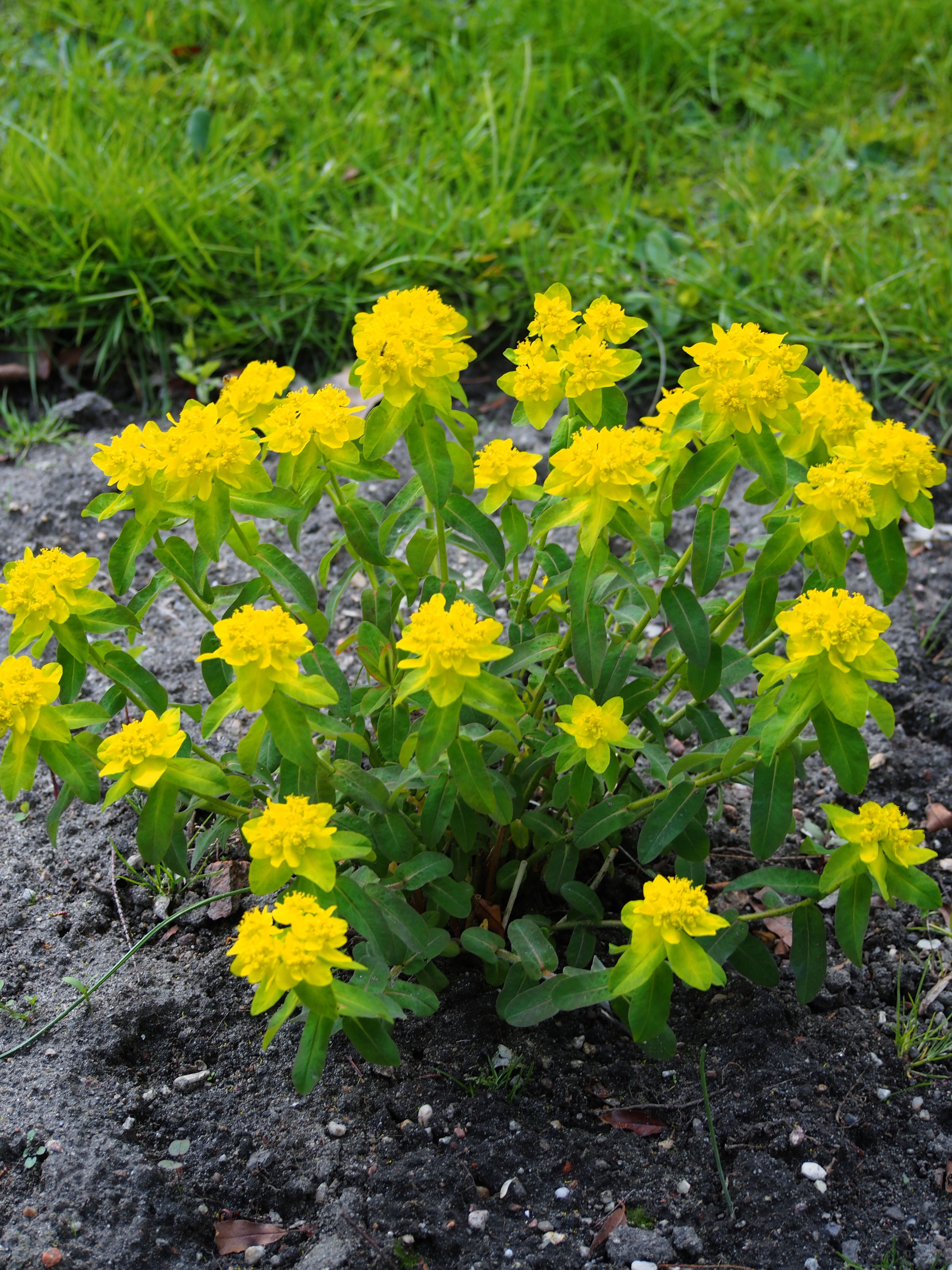
Gulltörel, E. epithymoides. Upp till 40 cm. Cyatier och cyatofyll klargula. Odlad, sällan förvildad.
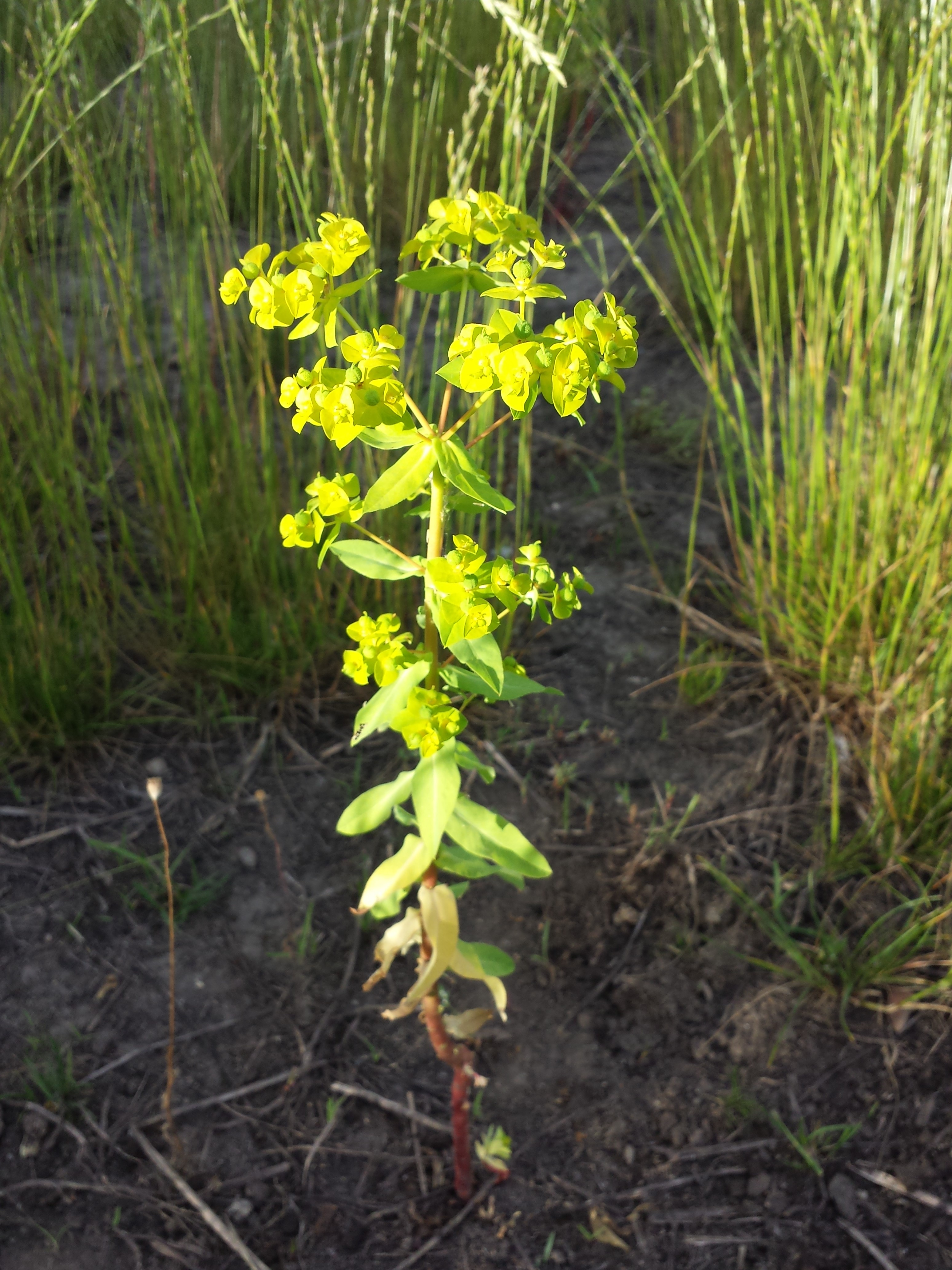
Bredtörel, E. platyphyllos. Ett- eller tvåårig. Upp till 80 cm. Kapsel knottrig. Tillfälligt funnen på ruderatmark.

## Etymologi
Det svenska namnet "törel" är en beteckning för den stav man använde för att kärna smör vars ände var försedd med en delad skiva och därför påminde om revormstörelns växtsätt. Även på engelska har revormstöreln liknats vid en kärnstav och kallats "(Devil's) churn staff".
Det vetenskapliga släktnamnet Euphorbia är uppkallat efter greken Euphorbos som beskrev en Euphorbia-art som ett kraftigt laxermedel och var livläkare åt kung Juba II av Mauretania (som i sin tur har fått Euphorbia regis-jubae uppkallad efter sig).
Släktet beskrevs först av Antoine-Tristan Danty d’Isnard 1720 som Euphorbium , vilket senare ändrades av Carl von Linné till Euphorbia. Namnet går dock mycket längre tillbaka än så, ty Plinius den äldre nämner det redan år 79 i sin Naturalis historia där han säger att redan Juba själv kallat växten så. Serenus Sammonicus (död 212 e.Kr.) omnämner i Liber Medicinalis att euphorbia löst i vinäger botar letargi om man drar in det genom näsan.

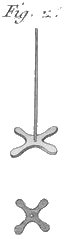
Kärnstav.
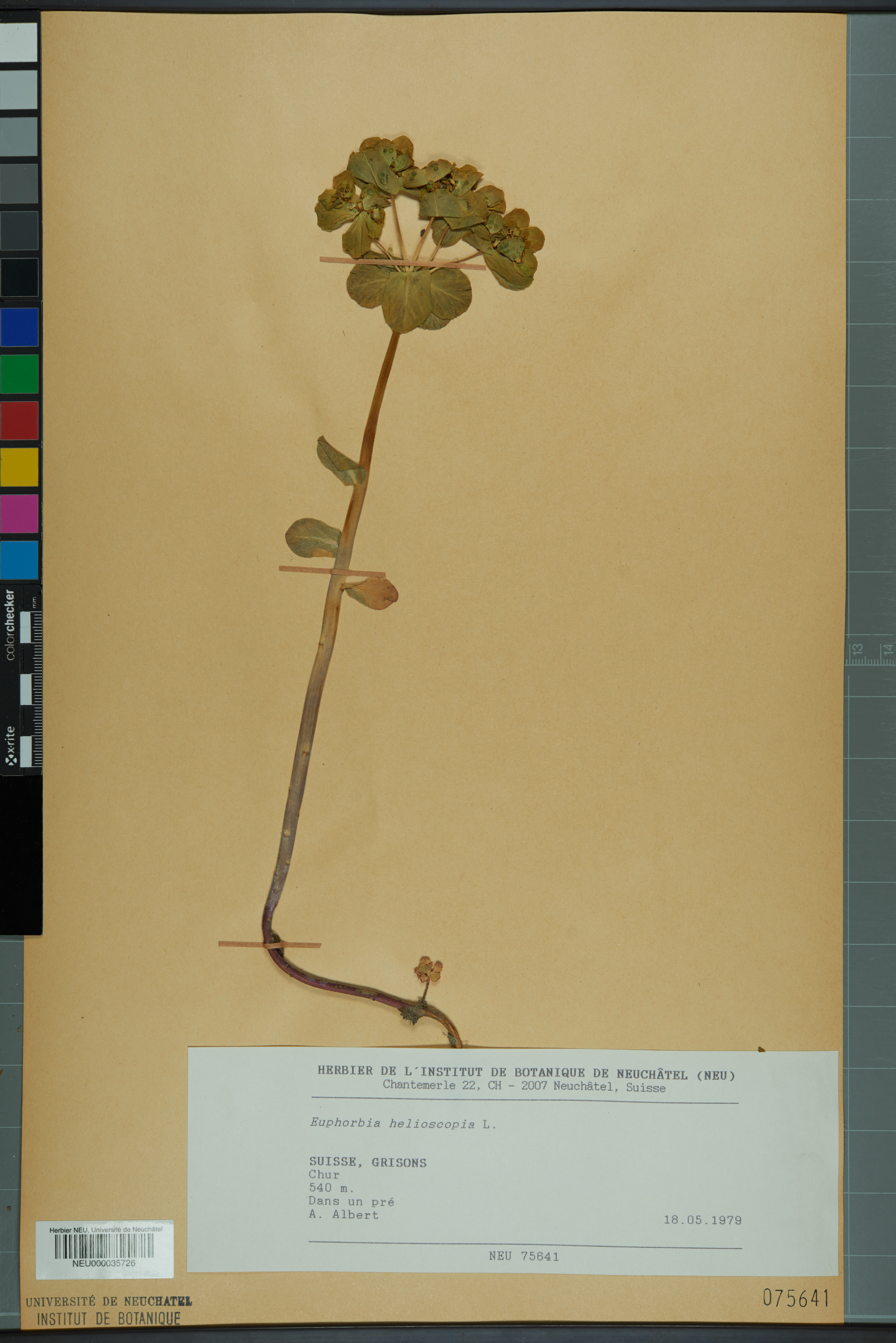
Herbarieexemplar av revormstörel.
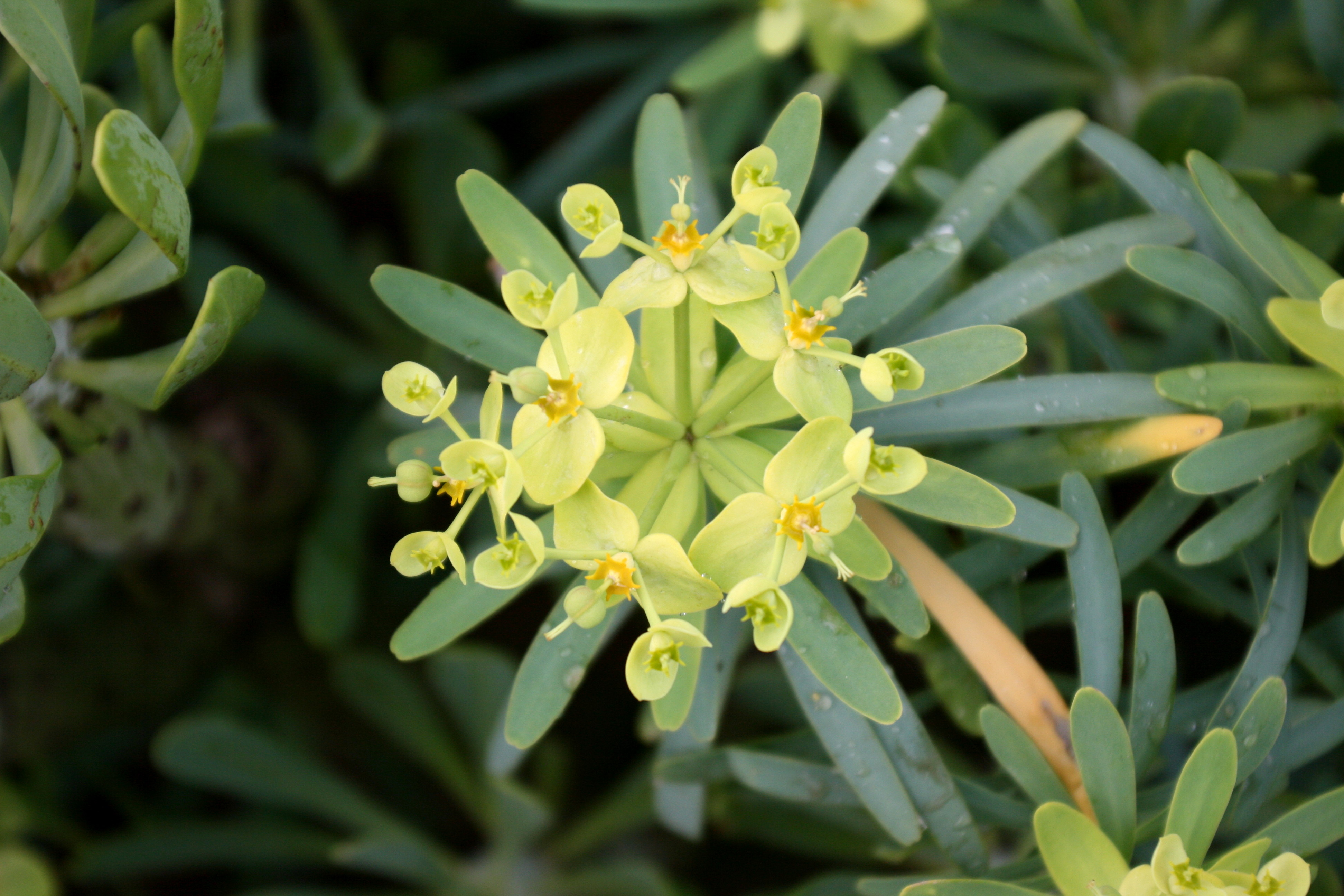
Euphorbia regis-jubae: "Kung (Rex) Jubas Euforbia".

## Dialektala namn[22]
- Djävulsmjölk[23]
- Kackeört (jämför "kacka"[24] och den tidigare användningen av frön och mjölksaft som laxermedel[25] och att mjölk från kor som ätit törel var laxerande[26].)
- Kärleksört (ej att förväxla med kärleksört, Hylotelephium telephium)
- Mjölkört (ej att förväxla med mjölkört, Chamerion angustifolium)
- Ringormsgräs (Jämför ringorm=revorm och revormstörel[27])
- Tyresört ("tyre" är ett dialektalt namn på den törel som används vid smörkärning[28])
- Ulvsmjölk/vargmjölk/rävmjölk (Ulv = varg, jämför vargtörel, rävtörel och det tyska namnet "Wolfsmilch" på släktet - notera att vargmjölk även är det svenska namnet på en slemsvamp)[29]
- Vårtört[27] (jämför även de danska och norska namnen Vortemælk respektive Vortemelk)

## Giftighet
Mjölksaften kan vara mycket giftig, och man bör särskilt undvika att gnugga ögonen eller röra känsliga ställen som slemhinnor.
Vid ögonstänk rekommenderas att spola ögonen med ljummet vatten i minst 5 minuter och att vid fortsatta påtagliga besvär kontakta läkare.

## Bildgalleri

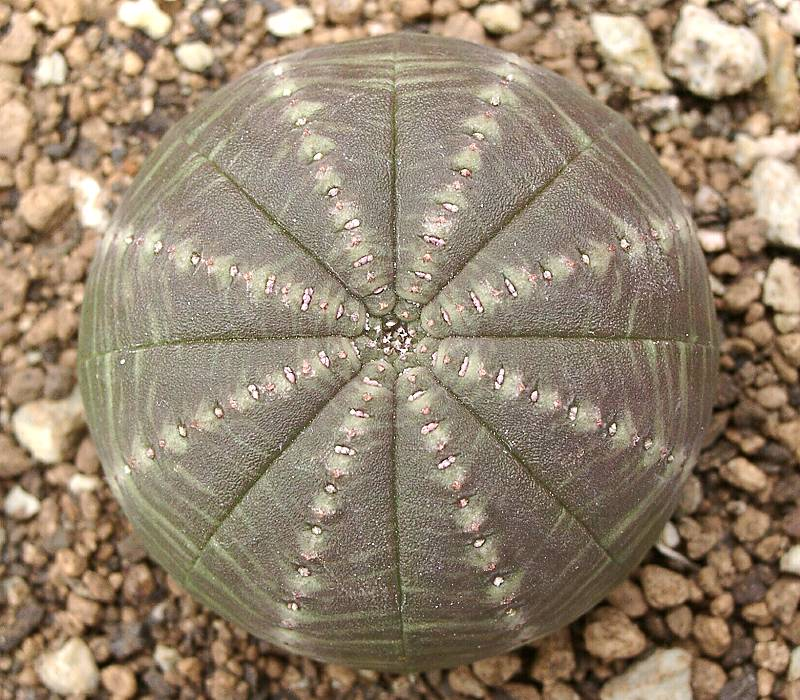
Kloteuforbia, E. obesa ssp. symmetrica.
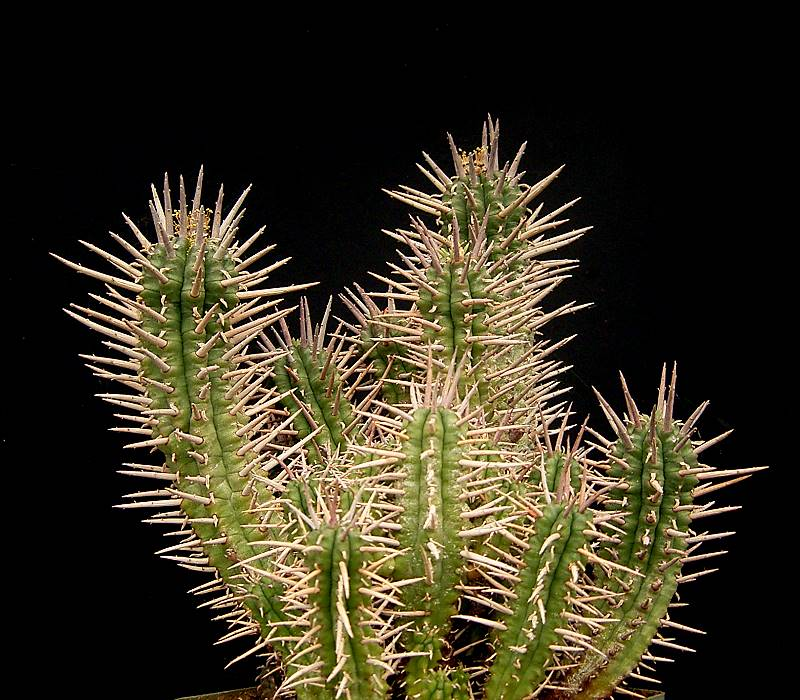
Euphorbia ferox är en av de taggigare i släktet.
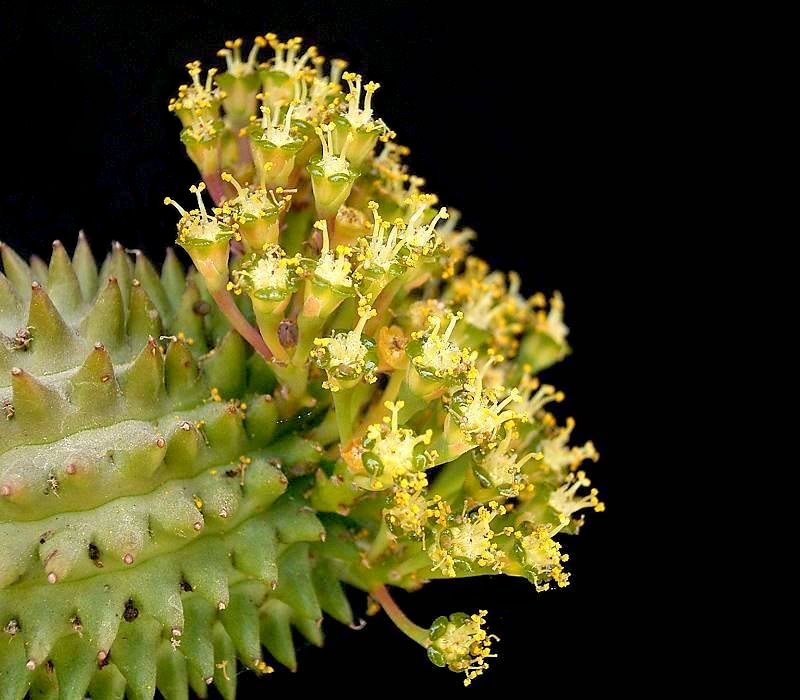
Euphorbia susannae är tvåbyggare. Här en hanplanta i blom...
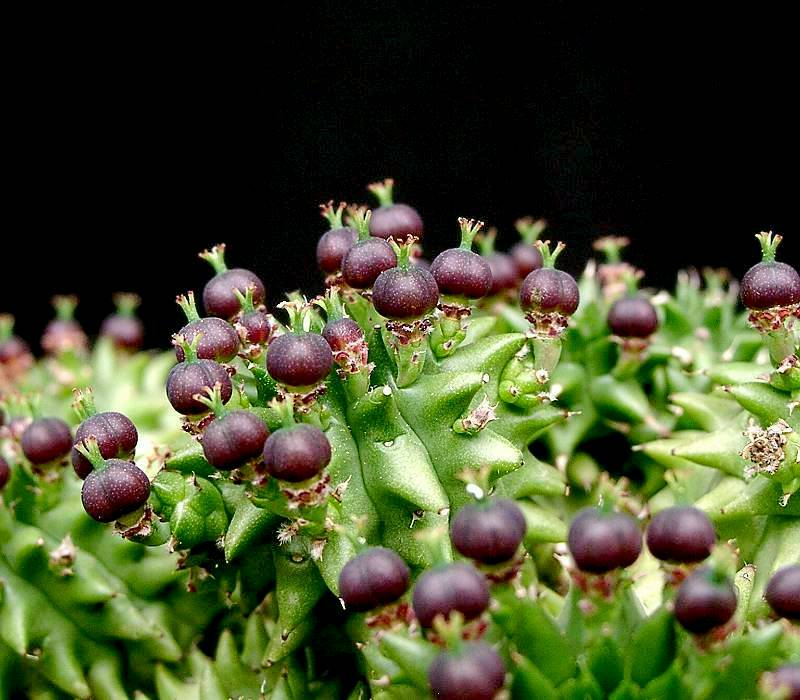
...och  här en honplanta.
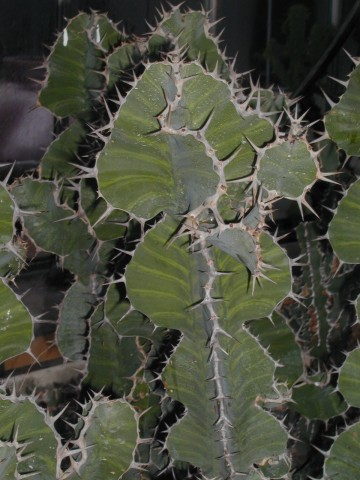
Euphorbia grandicornis är en av många arter som ofta felaktigt kallas "kaktus".
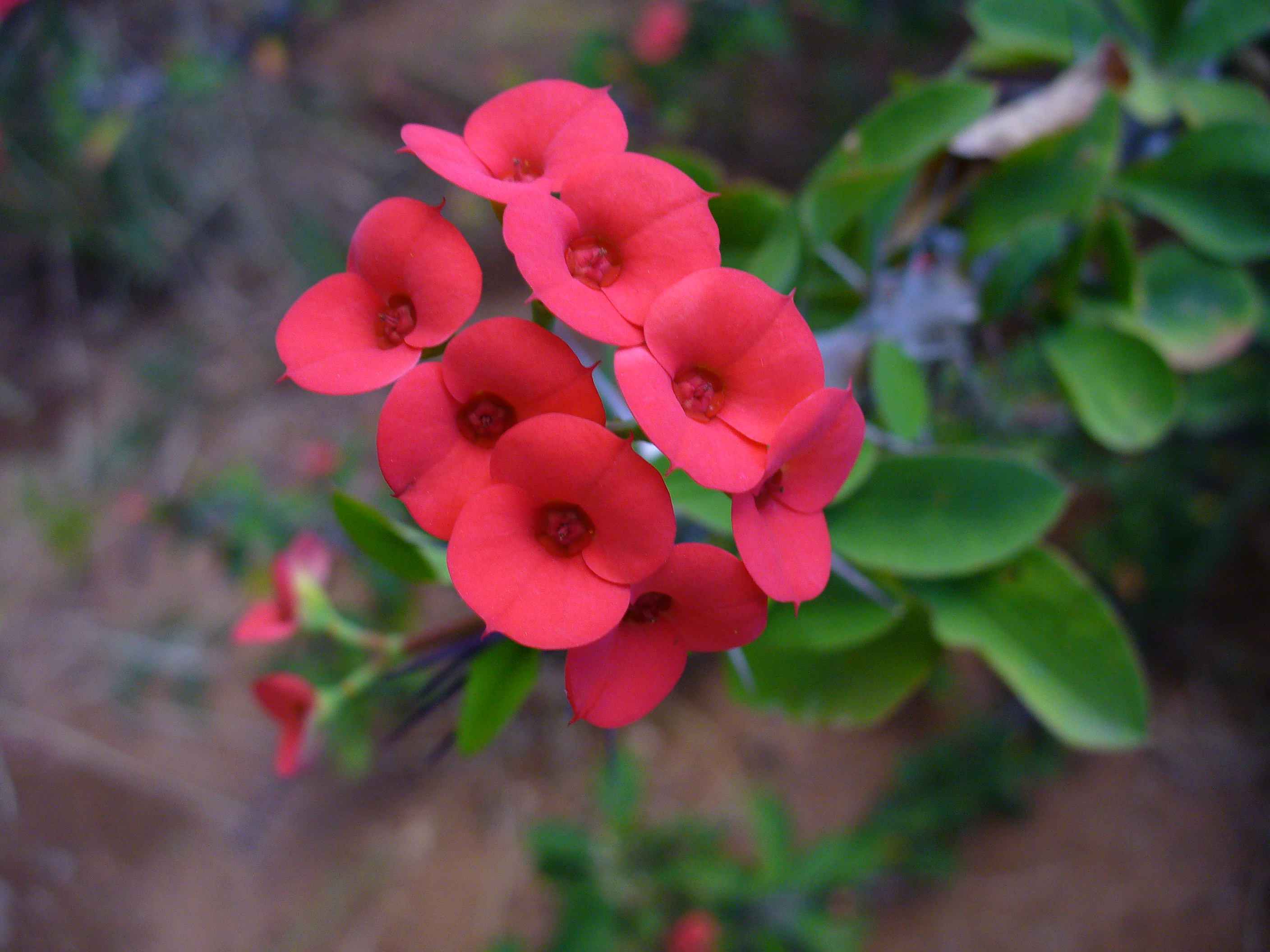
Euphorbia miliis "falska blommor" (cyathier omgivna av två röda cyatofyll) sitter vid den fjärde blomningen ofta i två rader om fyra, beroende på att stjälken grenar sig diktomt tre gånger i rät vinkel mot varandra.
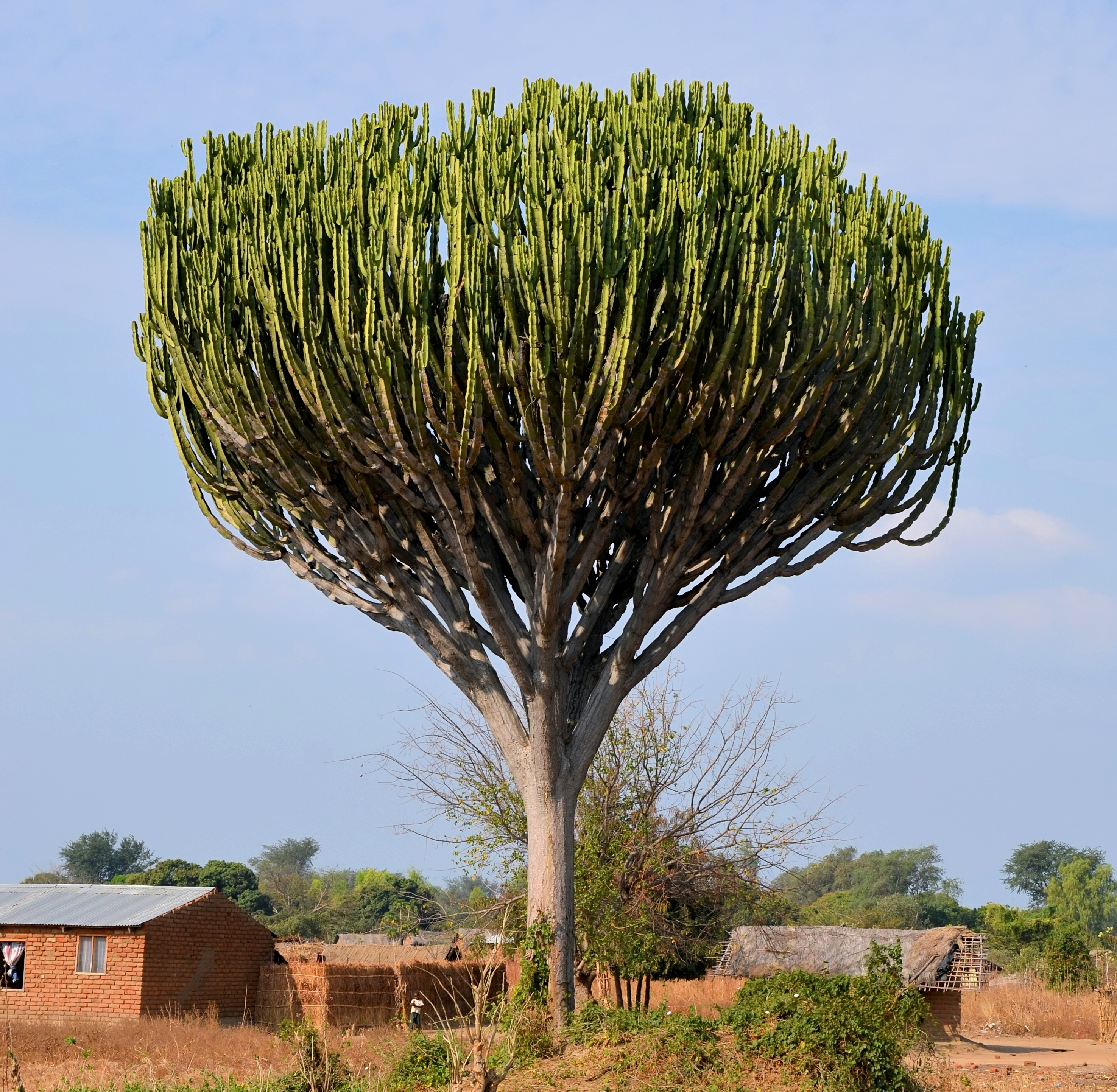
Euphorbia ingens växer i södra Afrika och kan bli över 15 meter hög.
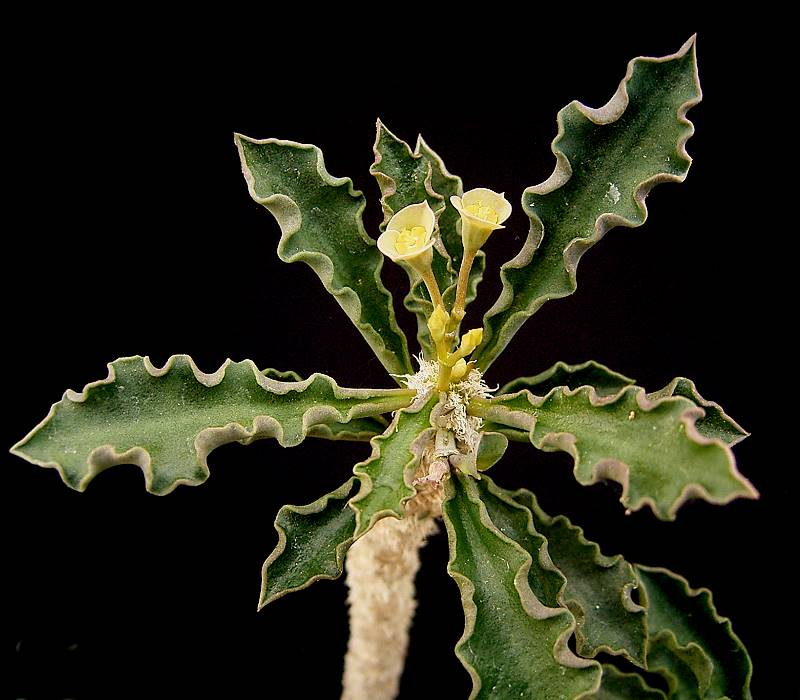
Den starkt hotade Euphorbia capsaintemariensis förekommer bara kring Madagaskars sydspets, som på den franska kolonialtiden hette Cap Sainte-Marie.
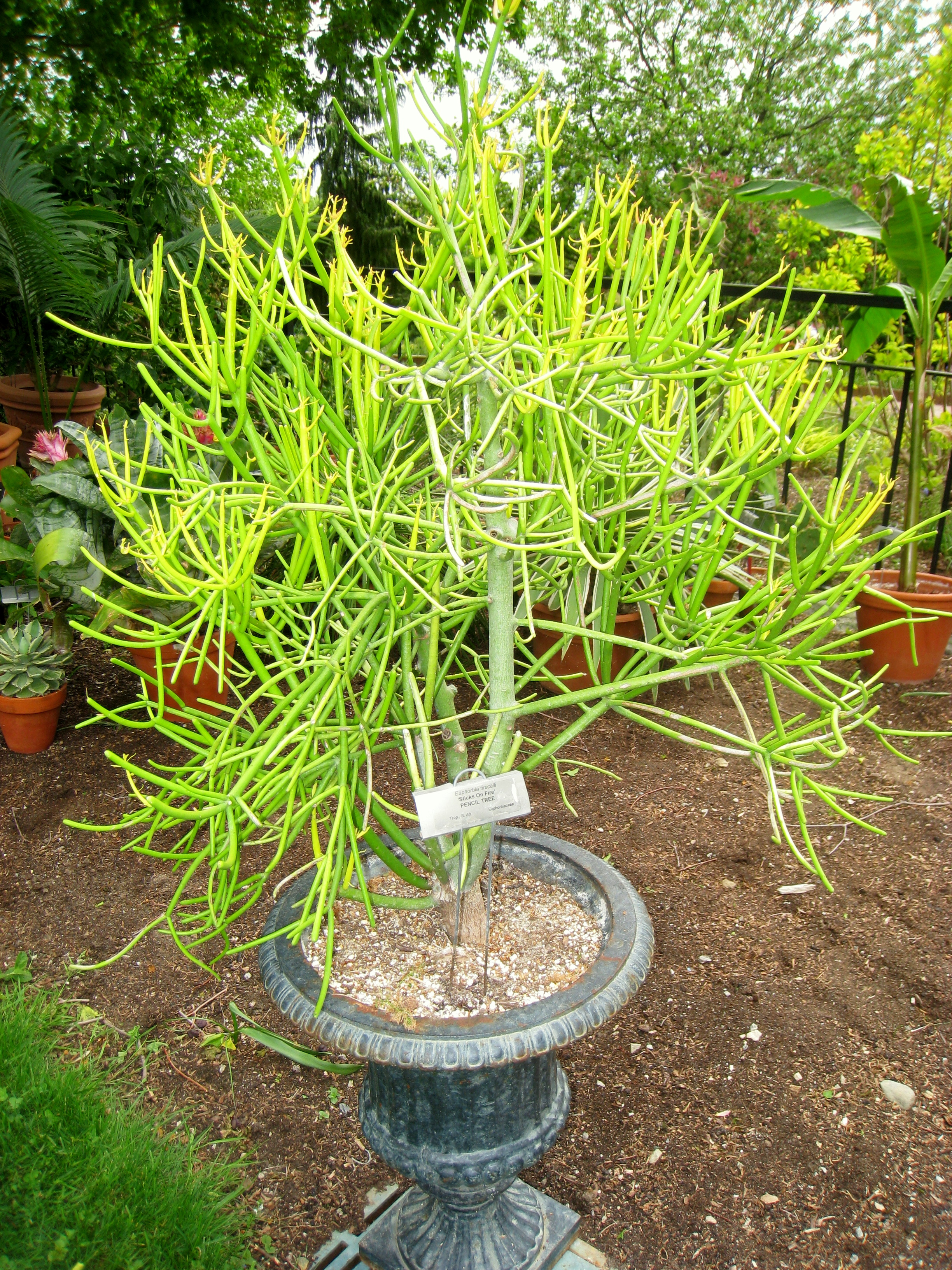
Euphorbia tirucalli, kallas på engelska bland annat för "pencil tree"[33], "blyertsträd", men i Svensk Kulturväxtdatabas kallas den "gummieuforbia".
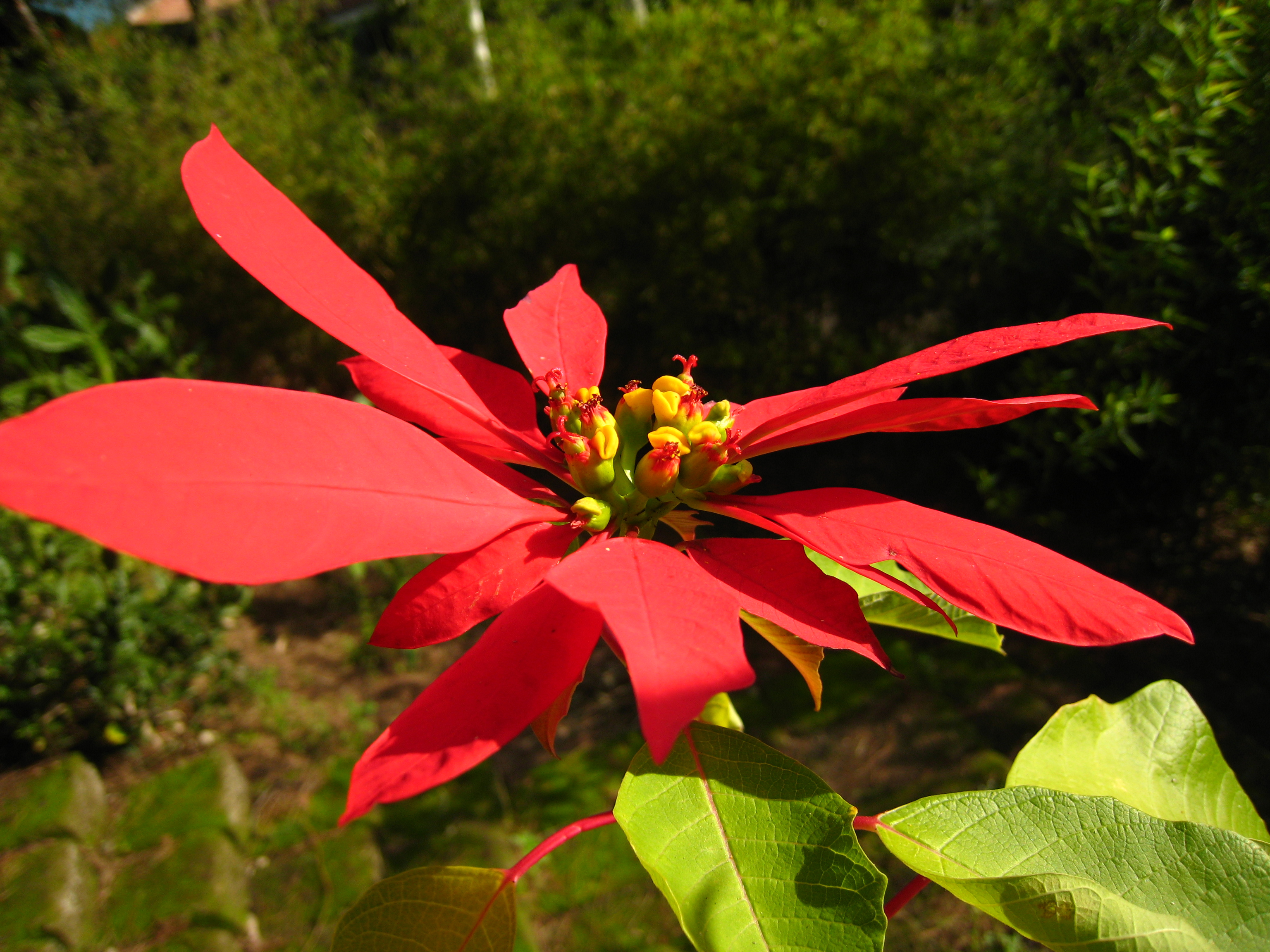
Julstjärnan, E. pulcerrima, är en buske eller ett litet träd som förekommer naturligt i Mexiko. Observera att de röda bladen är så kallade högblad och tillhör inte blommorna (gula), utan bara annonserar var dessa finns.
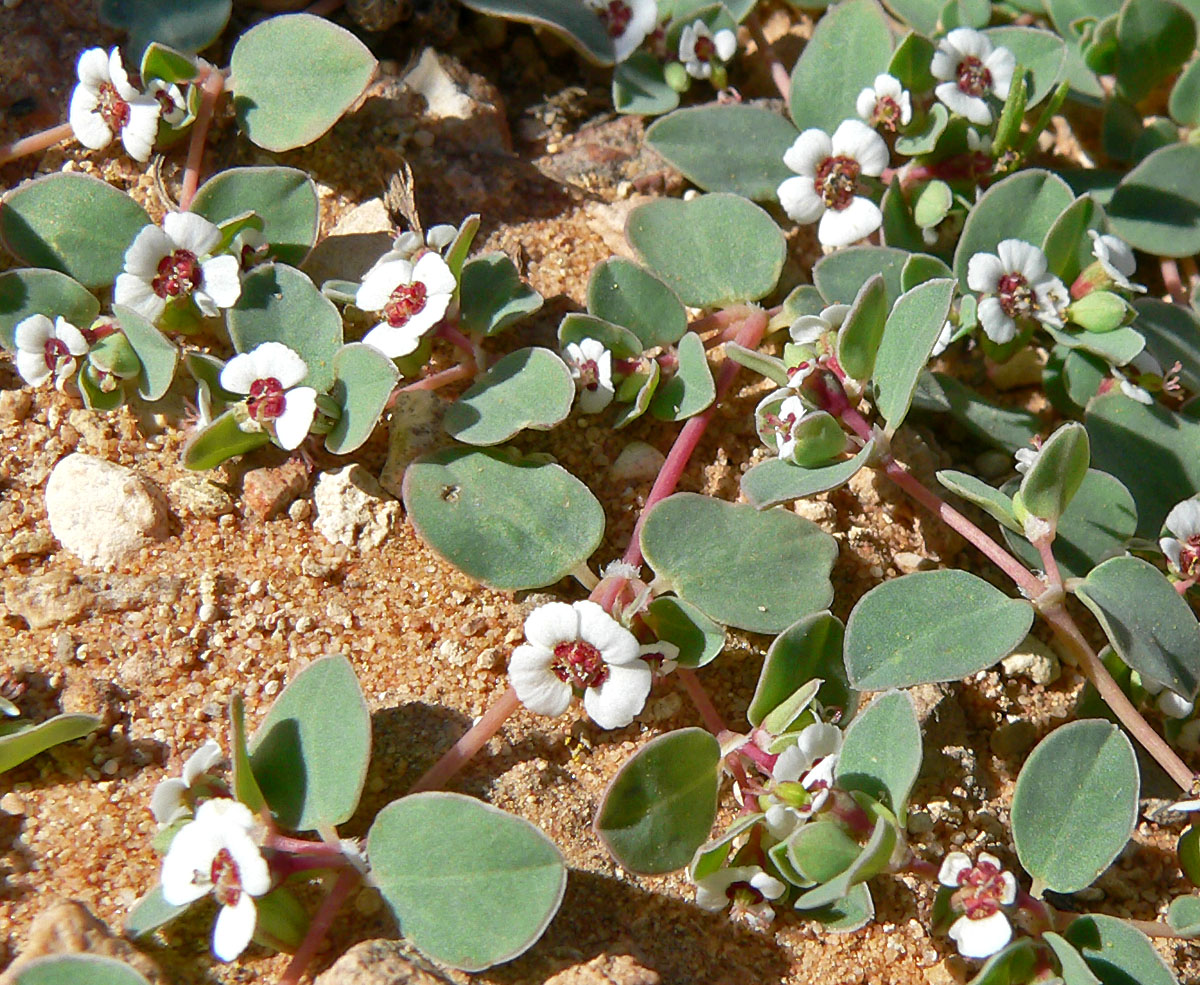
Euphorbia albomarginata har ett krypande växtsätt. Glandlernas bihang är vita och kronbladslika
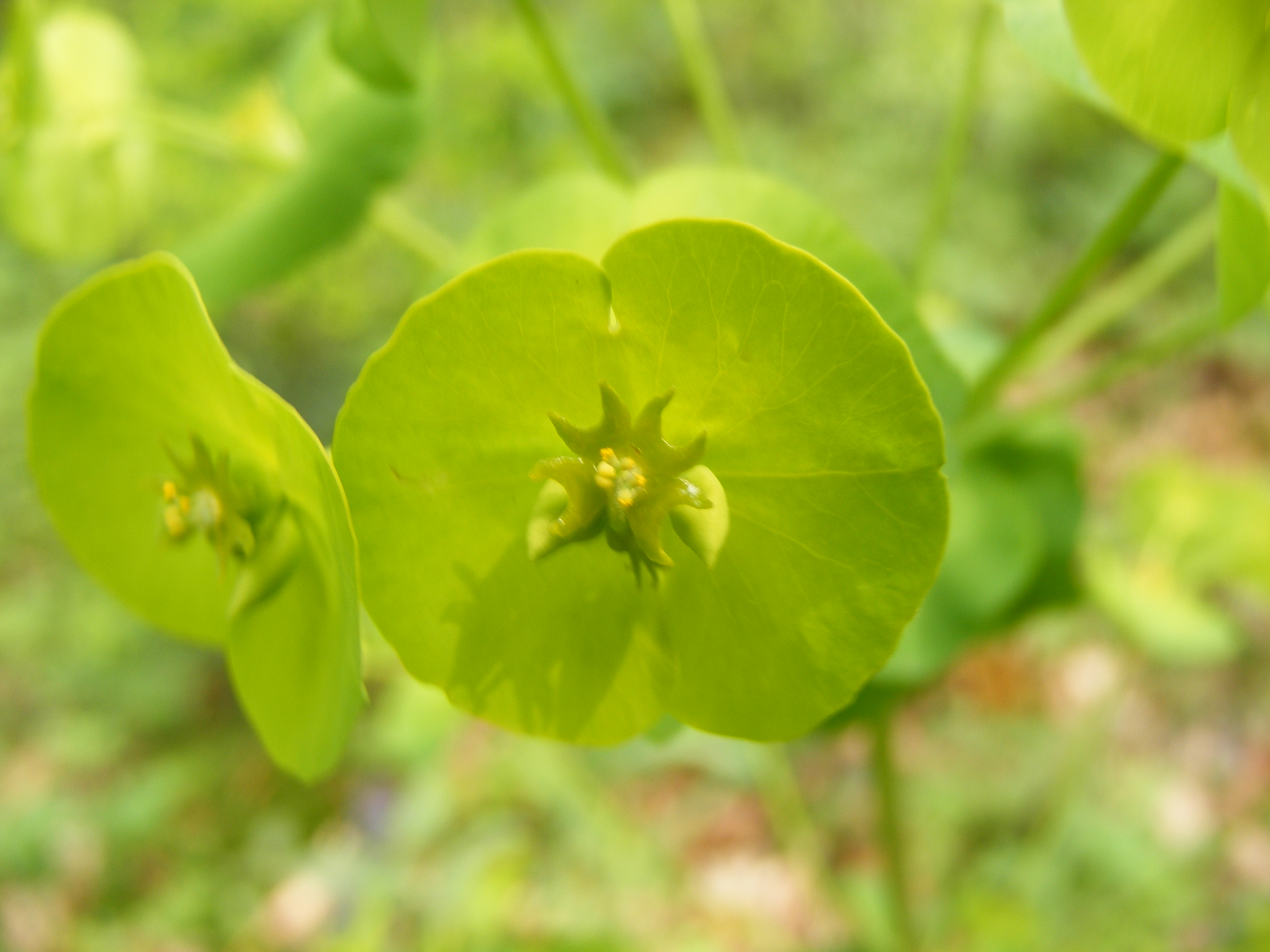
De fyra glandlerna ("nektarierna") i detta cyatium av Euphorbia amygdaloides har två horn vardera.[34] Cyatofyllen är nästan helt sammanvuxna till en skiva.
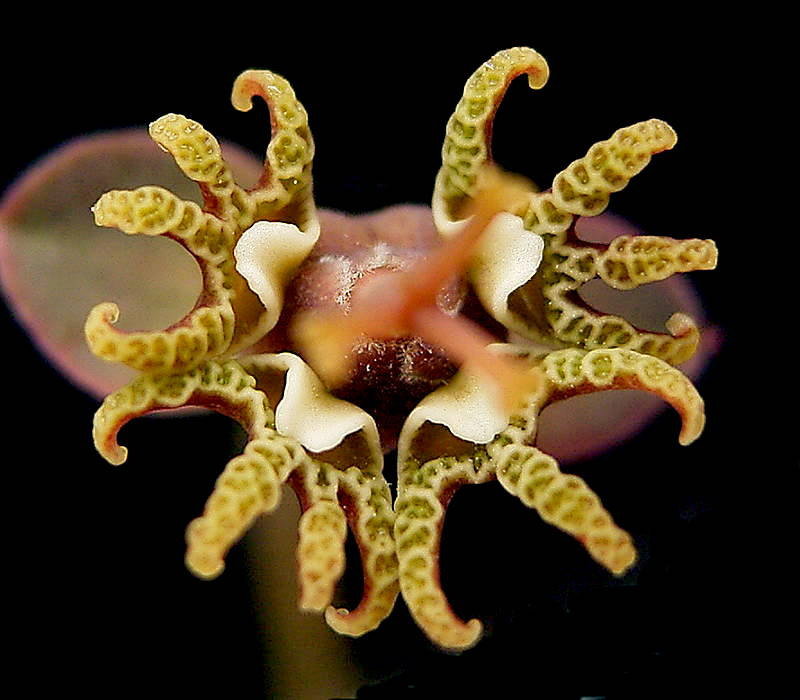
Cyatium av Euphorbia ornithopus. Artepitetet betyder "fågelfot" efter formen på de fyra glandlernas bihang.
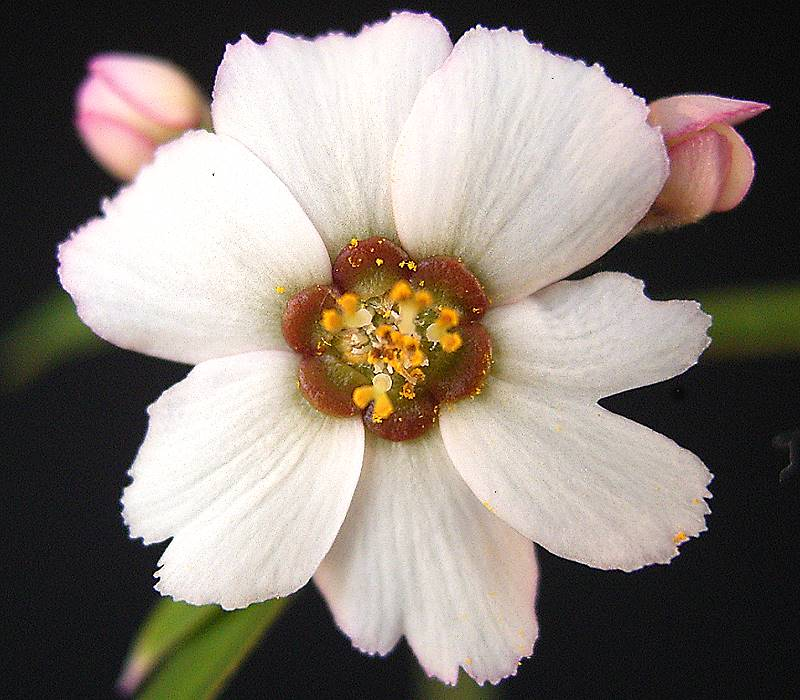
Hos Euphorbia xanti är de bruna glandlernas bihang vita och kronbladslika.
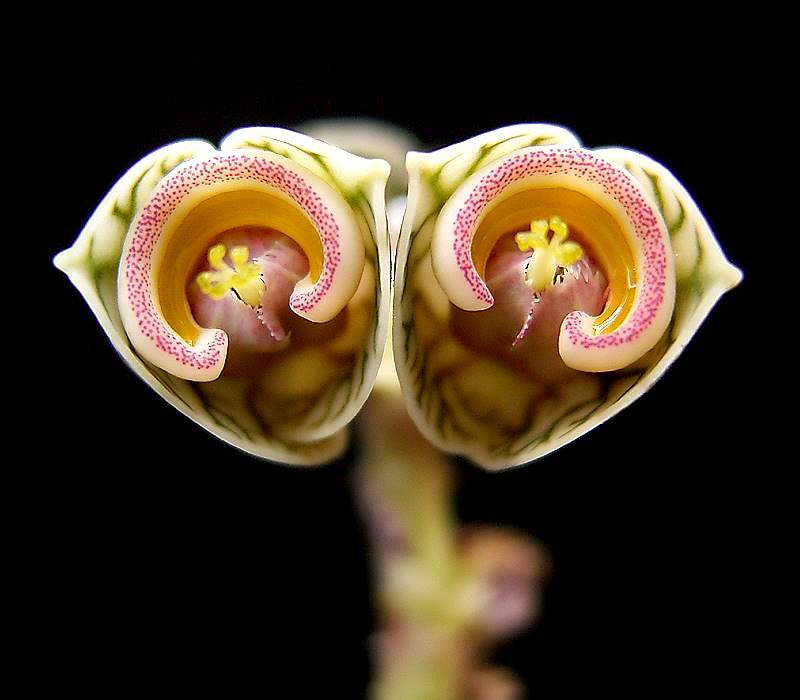
Hos Euphorbia echinulata har glandlerna smält samman till en hästskolik bildning. De två cyatierna är vardera omgivna av två vit och gröna cyatofyll.
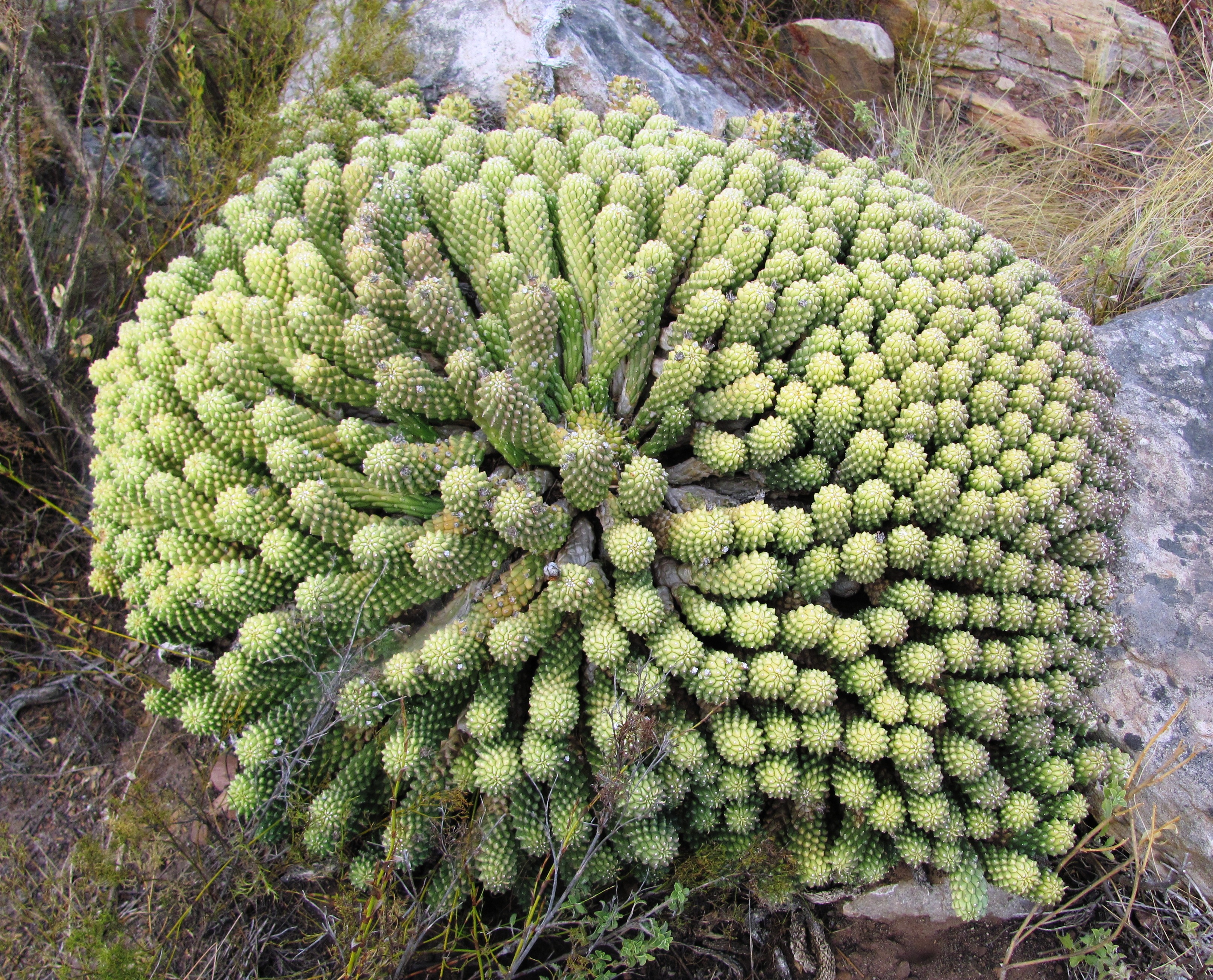
Euphorbia caput-medusae kallas medusahuvud på svenska.
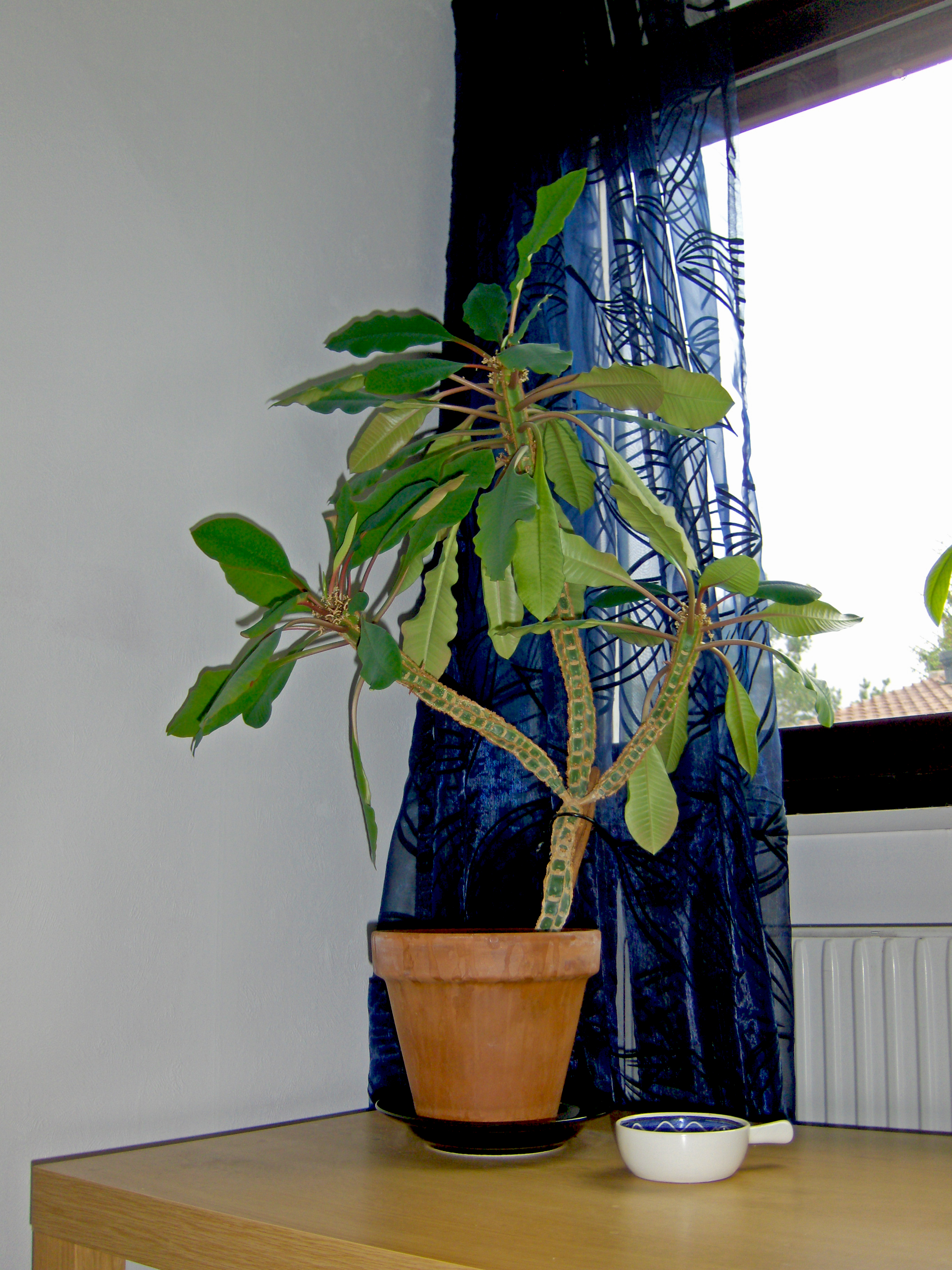
Euphorbia leuconeura kallas "skvätt-i-väg" på svenska.
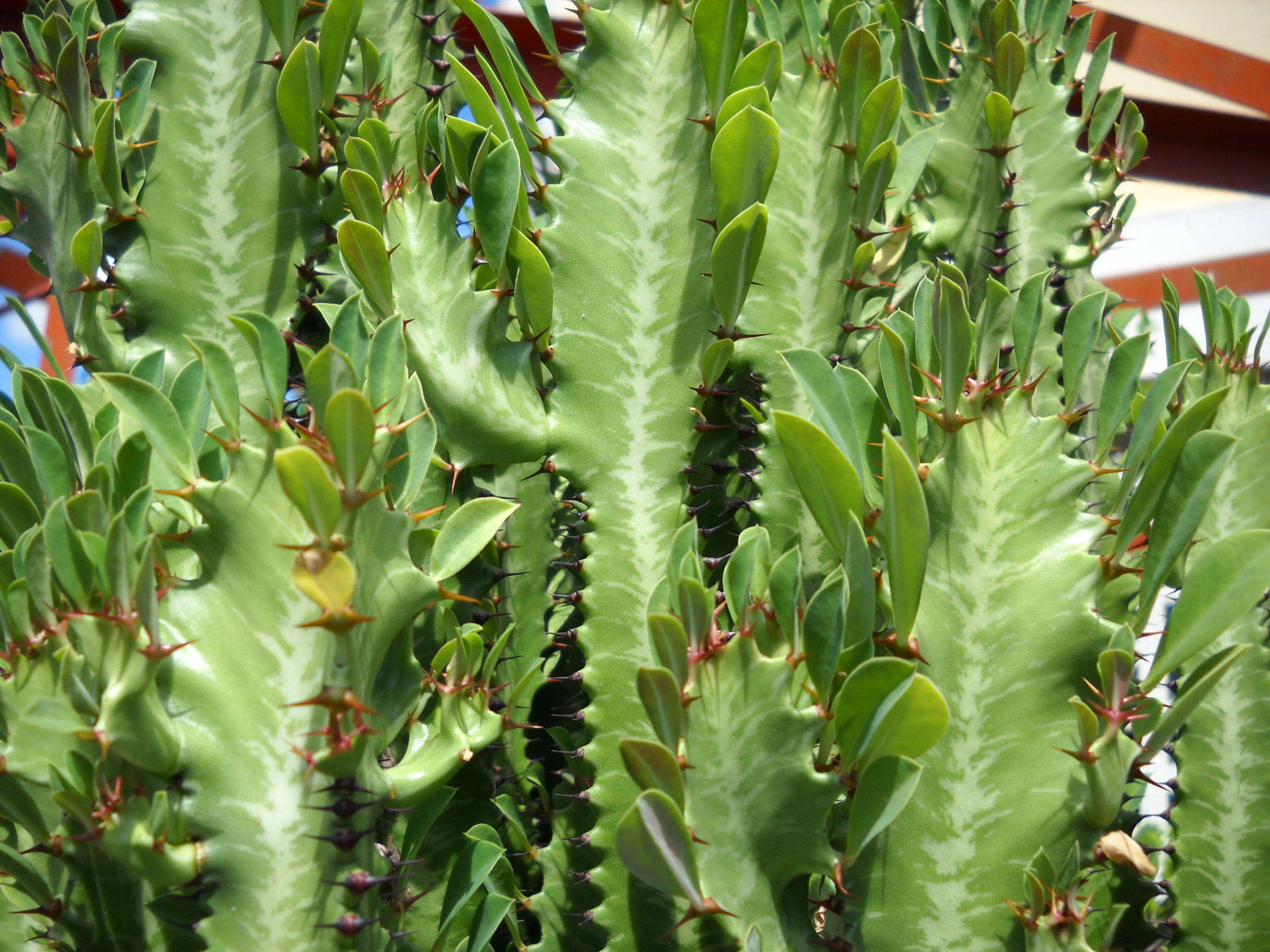
Euphorbia trigona är en vanlig krukväxt. Svensk Kulturväxtdatabas kallar den "trekantseuforbia", folk i allmänhet kallar den "High Chaparral" (om de inte säger "kaktus").
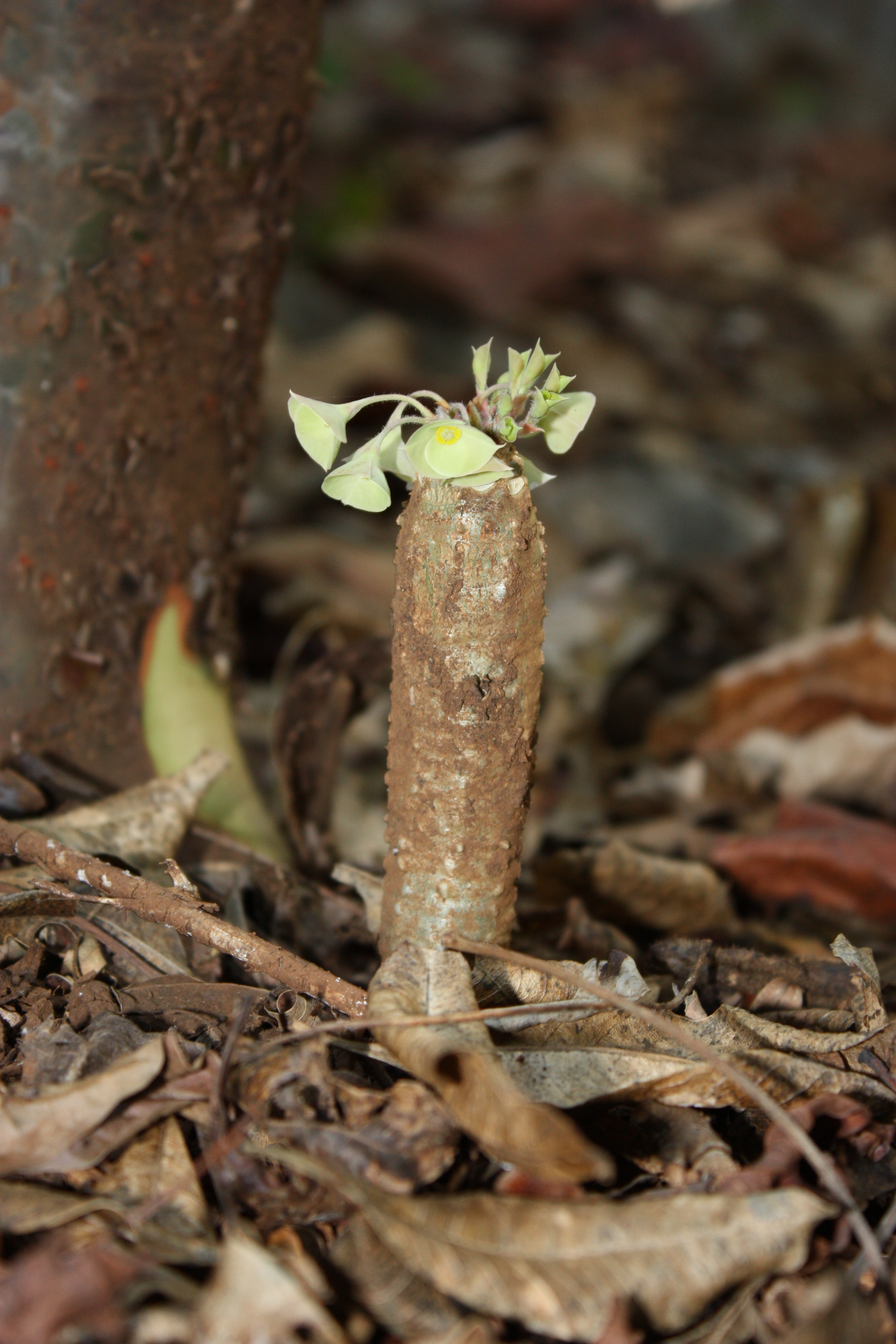
Euphorbia ankarensis är endemisk för bergskedjan Ankarana[35] sydväst om Madagaskars nordspets och ses här när den blommar på bar kvist.